# Koumbia (Koumbia)
Pour les articles homonymes, voir Koumbia.
Koumbia est un village et le chef-lieu du département et la commune rurale de Koumbia, situé dans la province du Tuy et la région des Hauts-Bassins au Burkina Faso.

## Géographie
Le village est traversé par la route nationale 1.

## Éducation et santé
Koumbia accueille une centre de santé et de promotion sociale (CSPS).